# Finau Tabakaucoro
Adi Finau Tamari Tabakaucoro es una expolítica fiyiana, que trabajó como ayudante del Ministerio para Mujeres, Cultura y Bienestar Social en el gabinete interino formado por Laisenia Qarase a raíz del golpe de Fiyi de 2000. Ocupó el cargo hasta que un gobierno electo tomó poder en septiembre de 2001. Se presentó como candidata independiente en la circunscripción abierta de Tailevu South Lomaiviti en las elecciones de 2001, pero no tuvo éxito.
Tabakaucoro es miembro del clan Tui Kaba, la familia real de Tailevu y de la Confederación Kubuna. Ha sido franca en sus llamamientos para que el próximo Vunivalu de Bau (generalmente reconocido como el título principal más alto de Fiyi) sea elegido por todo el clan Tui Kaba, en lugar de ser designado por unos pocos ancianos.

## Golpe de Estado de 2006
A medida que la tensión entre el gobierno de Fiyi y las Fuerzas Armadas se intensificaba hacia finales de 2006, Tabakaucoro pidió al gobierno de Laisenia Qarase que renunciara.  Fiji Live la citó el 3 de diciembre pidiendo el nombramiento de un gobierno interino que implementaría las demandas del Comandante Militar, Comodoro Frank Bainimarama. El gobierno rechazó dimitir, y, después de que las Fuerzas Armadas tomaran el poder el 5 de diciembre, culpó al gobierno de no ceder. El Fiji Times la cita diciendo que el golpe iba a suceder de todos modos, ya que el gobierno y las Fuerzas Armadas habían estado tratando de comunicarse en líneas paralelas que nunca se encontrarían. Ella excusó el derrocamiento de su pariente cercano, el vicepresidente Ratu Joni Madraiwiwi, y su desalojo de su residencia oficial por parte de los militares, diciendo que se había resistido a las demandas de los militares y defendía una interpretación literal de la ley.

## Vida personal
Tabakaucoro nació en Savusavu, Cakaudrove y se crio en el pueblo de Nagigi.  Fue la segunda de cuatro hijos. Su padre, Ratu Josefa Tabakaucoro (1900-1993), era de Bau, Tailevu. Durante la niñez de Tabakaucoro  vendía copra para ayudar a las finanzas familiares. Su madre Eka (1919-1992) era ama de casa.  Finau Tabakaucoro tiene un hijo llamado Ratu Silivenusi Robin Waqausa.
Tabakaucoro asistió a la escuela del distrito de Navatu en Nasinu, la escuela Draiba Fijian, la escuela Adi Cakobau y la escuela secundaria Suva. Estudió historia en la Universidad de Victoria en Wellington de 1964-1967. Para complementar su beca del gobierno, tuvo varios trabajos a tiempo parcial. Trabajaba como niñera y camarera. También trabajaba en una tienda de velas y en una fábrica de costura de pañuelos y fundas de almohada. Después de graduarse,  realizó una formación docente en Epsom Secondary Teachers College.